# 精嚢炎
精嚢炎（せいのうえん、英: (seminal) vesiculitis, spermatocystitis）は、精嚢の炎症であり、主として細菌感染による炎症である。

## 症状
漠然とした背部または下腹部（陰茎、陰嚢、腹膜）の痛み、射精時痛、血精液症、血尿、排尿時の刺激感や閉塞感、勃起不全などが出現する。感染症は、性感染症や前立腺生検などの処置の合併症による場合がある。大腸菌、黄色ブドウ球菌、連鎖球菌、淋菌、結核菌などが原因菌となる。通常は抗生物質で治療する。不快感が続く場合は、経尿道的精嚢鏡検査が考慮される。感染が膿瘍化した場合は、皮膚からのドレナージや手術が必要になる場合がある。結核、住血吸虫症、エキノコックス症による精嚢炎の場合は、基礎疾患に応じて調査、診断、治療する。